# Педро I (граф Ампурьяса)
Педро де Арагон-и-Анжу, также Педро IV де Рибагорса, Педро I де Ампуриас или Педро I де Прадес (исп. Pedro de Aragón y Anjou, Pedro IV de Ribagorza, Pedro I de Ampurias, Pedro I de Prades; 1305, Барселона — 4 ноября 1381, Пиза) — инфант Арагонский и 1-й граф де Рибагорса (1322—1381), граф Ампурьяс (1325—1341), 2-й граф де Прадес и 2-й барон Энтенса (1341—1358).

## Биография
Родился в 1305 году в Барселоне. Четвертый сын Хайме II (1267—1327), короля Арагона (1291—1327), и его второй жены Бланки Анжуйской (1280—1310).
Графство Рибагорса прекратило свое существование после провозглашения себя королем Гонсало I Рибагорсы и его смерти, став частью Королевства Арагон, поскольку его унаследовал король Арагона Рамиро I. Король Арагона Хайме II восстановил графство и передал его своему сыну Педро, таким образом, снова создав династию графства. Он был возведен в ранг 1-го графа Рибагорзы 13 июня 1322 года в соборе Лериды. На этой церемонии присутствовали инфант Альфонсо (поверенный графа Урхеля), Педро де Орос (кастелян Ампосты), Арнальдо Гильен (настоятель монастыря Лабе), Бернардо де ла Авельяна (настоятель Роды), Беренгер де Эрил (настоятель Обарры) и известные горожане Педро Корнель, Рамон де Перальта и Арнальдо де Эрил.
Он основал столицу графства Рибагорса в Бенабарре.
В 1325 году король Арагона Хайме II передал ему титул графа Ампурьяса, который принадлежал ранее Уго VI Ампурьясу (внуку Понса IV Ампурьяса) и на который претендовал его младший брат Рамон Беренгер I. Переход к нему графства Ампурьяс был вызван обменом титулами с Уго, которые он получил в обмен на юрисдикцию замка Аиша, в которую входили нынешние муниципалитеты Алькалали, Халон и Льибер и замок Пего. Позже, в 1341 году, он изменил свой титул с графа Ампурьяса на графа Прадеса, который ранее принадлежал его брату Рамону Беренгеру.
В 1328 году он отправился в Авиньон, чтобы установить мир между Сицилией и Неаполем, и в том же году он отвечал за подготовку коронации своего брата Альфонсо IV Арагонского в Сарагосе. Его брат Альфонсо IV назвал его сенешалем Каталонии.
Он был наставником, одним из доверенных лиц и главным советником своего племянника и нового короля Арагона Педро IV и выступал посредником в его спорах со своей мачехой Элеонорой Кастильской и её детьми. В этот период он участвовал в экспедициях на Майорку (1343) и на Сардинию.
Он принял сторону, чтобы Урбан V, папа Авиньонский, мог войти в Рим, город, в котором он был папой почти три года, прежде чем ему пришлось вернуться в Авиньон.

## Брак и потомство
12 мая 1331 года Педро де Арагон-и-Анжу в Кастельо-де-Ампурьяс женился на Жанне (Хуане) де Фуа (дочери графа Гастона I де Фуа). От этого брака родились:
- Альфонсо де Арагон Эль-Вьехо (1332—1412), 2-й граф Рибагорса, 1-й герцог Гандия, 1-й маркиз Вильена и 1-й граф Дения. Похоронен в Соборной церкви Санта-Мария-де-Гандия, хотя его останки исчезли.
- Элеонора Арагонская и Фуа (1333—1416), вышла замуж в 1353 году за короля Педро I Кипрского. Похоронена в соборе Барселоны, в гробнице, помещенной в 1998 году в Главном алтаре собора.
- Хуан де Прадес (1335—1414), 3-й граф Прадес и 3-й барон Энтенса (1358—1414).
- Хайме де Прадес (1341—1396), епископ Тортосы (1362—1369) и Валенсии (1369—1396), кардинал. Похоронен в соборе Валенсии.

## Францисканский монах
Когда Жанна умерла в 1358 году, Педро составил завещание (датированное 10 ноября 1358 года), отказался от своих графств в пользу своих сыновей и вступил во францисканский монастырь в Барселоне (12 ноября). Его решение присоединиться к францисканцам значительно укрепило положение этого ордена в Короне Арагона. Однако его уход от мирских дел был лишь частичным.
В 1364—1365 годах, когда Педро IV не мог покинуть Арагона, францисканец покинул свой монастырь, чтобы помочь маленькому сыну Педро IV, будущему Хуану I, в защите Валенсии от кастильского вторжения. Используя свои связи в Авиньоне, францисканец помог организовать в 1365 году бесплатную роту солдат под командованием Бертрана Дюгеклена, так называемую Белую роту, для помощи графу Энрике Трастамарскому в его восстании против Педро Жестокого, короля Кастилии.
Последние годы Педроа были заняты его большой заботой о мире и единстве церкви. Его высоко ценили в папской курии. Он написал свои Откровения, пророческий трактат в духе Иоахима и под влиянием Жана де Рокетайлада, в попытке положить конец «вавилонскому плену» папства в Авиньоне. Он был вынужден защищать свою работу перед папой Урбаном V в Авиньоне, но она была осуждена в 1365 году.
В 1369 году был убит зять Педро, король Кипра Петр. В июне 1371 года папа римский Григорий XI написал Жану Лузиньянскому, регенту внука Педро, короля Петра II, информируя его о том, что старший Педро направляется на Кипр и что корона должна оплатить его расходы. Папа также приказал рыцарям Родоса оказать помощь Педро. Однако нет никаких записей, подтверждающих, что Педро Рибагорский когда-либо попадал на Кипр или играл какую-либо роль в меньшинстве своего внука. Он определенно был в папской курии в феврале 1373 года, когда его дочь послала Иоанна Ласкариса Калоферосута, чтобы передать ему сообщение. В августе Альфонсо Ферран также получил указание передать сообщение Педро. Элеонора стремилась через Педро заручиться поддержкой папы для генуэзской интервенции, которая должна была свергнуть регента. Махинации Элеоноры с участием ее отца были записаны Леонтием Махерой.
Во время западного раскола, приведшего к 1378 году, Педро порвал с королем Арагона и открыто поддержал римского папу Урбана VI. Будущий король Арагона Хуан I, используя секретные каналы, сумел помешать Урбану сделать Педро кардиналом в 1380 году. Он умер в Пизе 4 ноября 1381 года по пути в Рим. Он был похоронен в местном францисканском монастыре, но его тело было перенесено в монастырь Валенсии в 1391 году.